# Onorificenze portoghesi

## Storia
I primi ordini cavallereschi del Portogallo hanno origine dal XII secolo con l'istituzione dell'Ordine reale di San Michele dell'Ala fondato dal re Alfonso I; inoltre nel 1789 la Regina Maria I fondò la Fascia dei tre ordini e l'Insegna dei due ordini che sono rimasti nella moderna repubblica con l'eccezione dei due ordini cessato nel 1974.
Tutt'oggi il Presidente del Portogallo è capo di onorificenze di origine monarchiche e repubblicane.

## Ordini cavallereschi
| Nastro | Ordine                                                         | Creazione                                 |
| ------ | -------------------------------------------------------------- | ----------------------------------------- |
|        | Fascia dei tre ordini                                          | 17 Giugno 1789 da Maria I del Portogallo  |
|        | Ordine della Torre e della spada                               | 1459 da Alfonso V del Portogallo          |
|        | Ordine del Cristo                                              | 1917 da Bernardino Machado                |
|        | Ordine di San Benedetto d'Avis                                 | 1917 da Bernardino Machado                |
|        | Ordine Militare di San Giacomo della Spada                     | 1917 da Bernardino Machado                |
|        | Ordine dell'infante Dom Henrique                               | 2 giugno 1960 Américo Thomaz              |
|        | Ordine della libertà                                           | 1976 da António Ramalho Eanes             |
|        | Ordine di Camões                                               | 30 giugno 2021 da Marcelo Rebelo de Sousa |
|        | Ordine al merito                                               | 1976 da António Ramalho Eanes             |
|        | Ordine dell'Istruzione pubblica                                | 1927 da António Óscar Carmona             |
|        | Al merito agricolo Al merito commerciale Al merito industriale | 1893 da Carlo I del Portogallo            |

## Ordini cavallereschi monarchici
| Nastro | Ordine                                           | Creazione                                     |
| ------ | ------------------------------------------------ | --------------------------------------------- |
|        | Fascia dei tre ordini                            | 17 Giugno 1789 da Maria I del Portogallo      |
|        | Fascia dei due ordini                            | 17 Giugno 1789 da Maria I del Portogallo      |
|        | Ordine della Torre e della spada                 | 1459 da Alfonso V del Portogallo              |
|        | Ordine del Cristo                                | 1318 da Giovanni I del Portogallo             |
|        | Ordine di San Benedetto d'Avis                   | 1214 da Giovanni I del Portogallo             |
|        | Ordine Militare di San Giacomo della Spada       | 1290 da Dionigi del Portogallo                |
|        | Ordine dell'Immacolata Concezione di Vila Viçosa | 1818 da Giovanni VI del Portogallo            |
|        | Ordine di Santa Isabella                         | 1801 da Carlotta Gioacchina di Borbone-Spagna |
|        | Ordine reale di San Michele dell'Ala             | 1147 da Alfonso I del Portogallo              |

## Ordini estinti
| Nastro | Ordine                       | Creazione                                |
| ------ | ---------------------------- | ---------------------------------------- |
|        | Fascia dei due ordini        | 17 Giugno 1789 da Maria I del Portogallo |
|        | Ordine dell'Impero Coloniale | 13 Aprile 1932 da António Óscar Carmona  |

## Voci collaterali
- Portogallo
- Sovrani del Portogallo
- Regno del Portogallo